# ローマの哀愁
『ローマの哀愁』（ローマのあいしゅう、原題：The Roman Spring of Mrs. Stone）は、1961年に製作・公開されたイギリスの映画である。

## 概要
テネシー・ウィリアムズの小説『ストーン夫人のローマの春』の映画化作品であり、ブロードウェイの演出家ホセ・キンテーロが監督、ヴィヴィアン・リーとウォーレン・ベイティが主演した。

## キャスト
| 役名                                   | 俳優                   | 日本語吹替                                                                            |
| 役名                                   | 俳優                   | 東京12ch版                                                                            |
| -------------------------------------- | ---------------------- | ------------------------------------------------------------------------------------- |
| カレン・ストーン                       | ヴィヴィアン・リー     | 寺島信子                                                                              |
| パオロ・ディ・レオ                     | ウォーレン・ベイティ   | 青野武                                                                                |
| マグダ・テッリビリ＝ゴンザレス伯爵夫人 | ロッテ・レーニャ       | 関弘子                                                                                |
| バーバラ・ビンガム                     | ジル・セント・ジョン   | 渡辺典子                                                                              |
| 若い男                                 | ジェレミー・スペンサー | 北村弘一                                                                              |
| トム・ストーン                         | ジョン・フィリップス   | 吉沢久嘉                                                                              |
| メグ                                   | コーラル・ブラウン     |                                                                                       |
| 不明 その他                            |                        | 京千英子 園田昌子 藤本譲 加藤修 戸川暁子 寺島幹夫 中島喜美栄 納谷六朗 熕伸子 家弓家正 |
|                                        |                        |                                                                                       |
| 演出                                   | 演出                   | 小林守夫                                                                              |
| 翻訳                                   | 翻訳                   | 森田瑠美                                                                              |
| 効果                                   | 効果                   | 藤田信夫 遠藤堯雄                                                                     |
| 調整                                   | 調整                   | 飯塚秀保                                                                              |
| 制作                                   | 制作                   | 東北新社                                                                              |
| 解説                                   | 解説                   | 芥川也寸志                                                                            |
| 初回放送                               | 初回放送               | 1970年9月24日 『木曜洋画劇場』                                                        |

## スタッフ
- 監督：ホセ・キンテーロ
- 製作：ルイ・ド・ロシュモン
- 脚本：ギャヴィン・ランバート
- 音楽：リチャード・アディンセル
- 撮影：ハリー・ワックスマン
- 編集：ラルフ・ケンプレン
- 美術：ハーバート・スミス
- 装置：ジョン・ジャーヴィス
- 衣装：ピエール・バルマン、ベアトリス・ドーソン

## 映画賞ノミネーション
- アカデミー助演女優賞：ロッテ・レーニャ
- ゴールデングローブ賞 助演女優賞：ロッテ・レーニャ